# Plectris clypeata
Plectris clypeata är en skalbaggsart som beskrevs av Hermann Burmeister 1855. Plectris clypeata ingår i släktet Plectris och familjen Melolonthidae. Inga underarter finns listade i Catalogue of Life.